# Pigne de la Lé
La Pigne de la Lé (3.396 m s.l.m.) è una montagna della Catena Dent Blanche-Grand Cornier nelle Alpi Pennine. Si trova nel Canton Vallese.

## Caratteristiche
La montagna è collocata tra la valle di Zinal e la valle di Moiry. Fa parte della cosiddetta corona imperiale, insieme di montagne che formano un ferro di cavallo: Les Diablons, il Bishorn (4.153 m), il Weisshorn (4.505 m), lo Schalihorn (3.974 m), lo Zinalrothorn (4.221 m), il Trifthorn (3.728 m), l'Obergabelhorn (4.062 m), il Mont Durand (3.712 m), la Pointe de Zinal (3.790 m), la Dent Blanche (4.356 m), il Grand Cornier (3.961 m), il Pigne de la Lé (3.396 m), la Garde de Bordon (3.310 m), ed al centro di questa gigantesca parabola il Monte Besso (3.667 m).

## Salita alla vetta
Si può salire sulla montagna partendo dalla Cabane de Moiry (2.825 m).